# بوسكورة
بوسكورة (Bouskoura) هي جماعة محلية مغربية تم إلحاقها بإقليم النواصر (بالفرنسية: province de Nouaceur) جنوب جهة الدار البيضاء الكبرى، على طريق مطار محمد الخامس الدولي. يقطنها ما يناهز 236.119 نسمة (إحصاء 2004).

## المجال الأخضر: غابة بوسكورة
تعتبر بوسكور الرئة الخضراء والمتنفس الأوكسيجيني لمدينة الدار البيضاء، التي تعاني من التلوث ونقص حاد في المساحات الخضراء إضافة إلى الاكتظاظ السكاني، وذلك بفضل غابة بوسكورة، التي هي واحدة من الغابات الكبيرة في المغرب وتستقطب عددا كبيرا من سكان الدار البيضاء في نهاية الأسبوع والأعياد. ومعظم أشجارها من الأوكالبتوس.
وقد أدى هذا التوسع العمراني على المنفذ والمتنفس الإيكولوجي الوحيد لمدينة البيضاء من الجهة الجنوبية، إلى بروز بعض المشاكل المتعلقة بالجانب الإداري والأمني، كتوسع بعض مساكن الصفيح بشكل مقلق، وتخبط في التهيئة المجالية، وظهور فساد إداري وتسيري في بعض المواقع تستغل الضغط والبروز العقاري للمجال في مدينة الدار البيضاء.
أما من الناحية الإيكولوجية فقد وجب على جميع الساكنة والمسؤوليين الوعي بضرورة التعامل مع البيئة برفق حتى يتمكنوا من استثمارها دون إتلاف أو تدمير، دون أن يطغى جانب الربح المادي والاقتصادي وبعض المصالح الضيقة، فالغابة والمجال الأخضر يبقى هو الجوهرة المميزة للمنطقة، إضافة إلى الموقع المحادي بين البيضاء شمالا و أخصب أراضي المغرب جنوبا المعروفة بزراعة الخضراوات والقمح «الشاوية الشمالية».

## العمران
إن توفر منطقة بوسكورة على مساحة خضراء شاسعة وقربها من المحاور الطرقية الجديدة، إضافة إلى تواجد محطة قطار على خط سككي يخترق مدينة الدار البيضاء مباشر إلى الميناء، إضافة إلى تتمتعها بمناخ معتدل وصحي، عوامل مهمة جعلتها قبلة ومحطة أنظار العديد من الباحثين على الهدوء والحياة الصحية.
وبدأت تعرف في الآونة الأخيرة طفرة عمرانية مهمة، كإنجاز قناطر وتوسيع الطرق، وبناء بعض المرافق، كالمساجد الكبيرة ومن ضمنها مسجد الملك عبد الله، كما يوجد مقر إقامة له، وهو عبارة عن قصر شاسع، كثيرا ما يأتي إليه عند الحاجة إلى أوقات النقاهة الخاصة.
وقد عرفت بوسكورة إنجاز مشورع عمراني ذات مقاييس إيكولوجية صديقة للبيئة، بمحاذات الغابة نفسها. تحت اسم «مشروع المدينة الخضراء».

## السوق الأسبوعي
تتوفر المنطقة على نشاط اقتصادي ثقافي تقليدي يتمثل في السوق الأسبوعي يسمى ب «أحد بوسكورة» المسمى بثلاثاء بوسكورة سابقا، وتباع فيه جميع أنواع الفواكه والخضروات واللحوم الطرية، ومحلات شواء اللحوم، وأنواع مختلفة من الدواجن والحيوانات البرية، هذا إلى جانب الأسواق التجارية العصرية، وقد عرفت إنشاء العديد من والعقارات الفاخرة وفنادق الأندية الرياضية.

## الصناعة
تتوفر منطقة بوسكورة من الجهة الشرقية على منطقة صناعية تعتبر من بين أهم المناطق الصناعية في الدار اللبيضاء والمغرب ككل.

## المشاكل المتعلقة بالإدارة المحلية
يطالب مهتمون بالشأن المحلي بضرورة الإسراع بإحداث مفوضية للشرطة ببوسكورة للتغلب على الاختلالات الأمنية والإدارية التي تعاني منها ساكنة المنطقة، لا سيما، وأن هذه الأخيرة أصبحت تعرفا نموّا ديمغرافيا مضطردا وتوسعا عمرانيا كبيرا تشهد عليه حركية البناء والتشييد في المنطقة ونواحيها.
وحسب شهادات متطابقة فإن بعض المواطنين الراغبين في الحصول على شواهد إدارية يتعرضون للابتزاز والعرقلة من طرف بعض المسؤوليين، ولك للحصول على رشوة مقابل تسهيل عملية حصولهم على الوثائق الإدارية. حسب تحقيق صحفي ميداني قامت بهم جريدة بيان اليوم المغربية. 
.
وعلى غرار العديد من المناطق بمدينة الدار البيضاء بدأت تعرف المنطقة في بعض البؤر، ارتفاعا ملحوظا في الآونة الأخيرة، لتفشي الجريمة والفوضى وتجارة المخدرات، على صعيد المركز الدركي بوسكورة. بينما تم ضبط المنطقة مؤخرا من الناحية الأمنية وتجار المخدرات والمنحرفين على جهة أولاد صالح، مما انعكس ايجابا على الحياة اليومية للمواطنين.

## وصلات داخلية
- إقليم النواصر

## وصلات خارجية
- جريدة الصباح المغربية تقرير موجز: نهضة عمرانية وتحولات مجالية وديمغرافية شاملة
- نموذج مشاكل إدارية من الصحافة المحلية
- مشاكل أمنية وإدارية